# Hugo Alcântara
Hugo da Silva Alcântara (* 28. Juli 1979 in Cuiabá, Mato Grosso) ist ein ehemaliger brasilianischer Fußballspieler. Der Innenverteidiger bestritt insgesamt 194 Spiele in der portugiesischen Primeira Liga, der polnischen Ekstraklasa und der rumänischen Liga 1. Im Jahr 2010 gewann er mit CFR Cluj die rumänische Meisterschaft.

## Karriere
Hugo Alcântara kam im Jahr 2001 nach Europa, nachdem er zuvor bei verschiedenen brasilianischen Klubs aktiv gewesen war. Er schloss sich Vitória Setúbal an, das gerade in die portugiesische SuperLiga aufgestiegen war. Nach dem Klassenerhalt 2002 musste der Klub ein Jahr später wieder absteigen. Alcântara hatte sich mittlerweile einen Stammplatz erkämpft und blieb dem Klub auch im Unterhaus treu, wo bereits 2004 der Wiederaufstieg gelang. In der Spielzeit 2004/05 schaffte er ebenfalls den Klassenerhalt, im selben Jahr konnte er aber mit dem Gewinn des portugiesischen Fußballpokals seinen ersten Titel feiern.
Anschließend verließ Alcântara Setúbal und wechselte zum Ligakonkurrenten Académica de Coimbra. Im Jahr 2006 holte ihn der polnische Spitzenklub Legia Warschau, wo er sich nicht durchsetzen konnte, so dass er schon 2007 nach Portugal zurückkehrte und sich an Belenenses Lissabon band.
Im Sommer 2008 holte der amtierende rumänische Meister CFR Cluj Alcântara in die Liga 1. Dort konnte er sich erst in der Rückrunde der Saison 2008/09 durchsetzen und gewann mit dem Klub den rumänischen Fußballpokal. Die folgende Spielzeit wurde die erfolgreichste seiner Karriere: Neben dem erneuten Pokaltriumph gewann er auch seine erste Meisterschaft.
In der Winterpause 2010/11 verließ er den Klub und wechselte zu Montedio Yamagata nach Japan. Diesen verließ er drei Monate später jedoch schon wieder und wechselte zurück in die Heimat zu Athletico Paranaense in die Série A.
Im Juli 2011 wurde er vom portugiesischen Verein União Leiria für ein Jahr verpflichtet. Nach Vertragsende war er ein halbes Jahr ohne Engagement. Anfang 2013 kehrte er nach Brasilien zurück und heuerte bei Grêmio Osasco an. Dort beendete er im Jahr 2013 seine Laufbahn.

## Erfolge
- Portugiesischer Pokalsieger: 2005
- Aufstieg in die portugiesische SuperLiga: 2004
- Rumänischer Meister: 2010
- Rumänischer Pokalsieger: 2009, 2010
- Rumänischer Supercup: 2009, 2010